# 蓬田站
蓬田站 （日语：／ Yomogita eki */?）是一由東日本旅客鐵道（JR東日本）所管理的鐵路車站，位於日本青森縣東津輕郡蓬田村。平日只提供九班普通列車服務，包括一班直通三廐站的班次。

## 車站構造

### 站房
現時車站為第二代，屬簡易車站模式，是一座以磚和木撘成的單層建築物，建於2008年。正門玄關部份為候車室，再進入則為設有物資回收箱的空間，以及門口設於月台方，四邊密封的儲物室，洗手間則獨立於車站的一旁，外貌和車站站舍相同。
第一代車站為全木建築，與瀨邊地站的模式相同，後來更經過翻新，屬本線中無人化較後期的車站。車站內的裝飾及佈置也很花上心思，未無人化前，候車室已變身為閱讀閣。，提供書本讓候車的乘客觀看，而牆的四周亦掛上了各種的裝飾品。無人化後，站務室變成為儲物室，但仍然保留閱讀閣，直至拆卸改建為止。

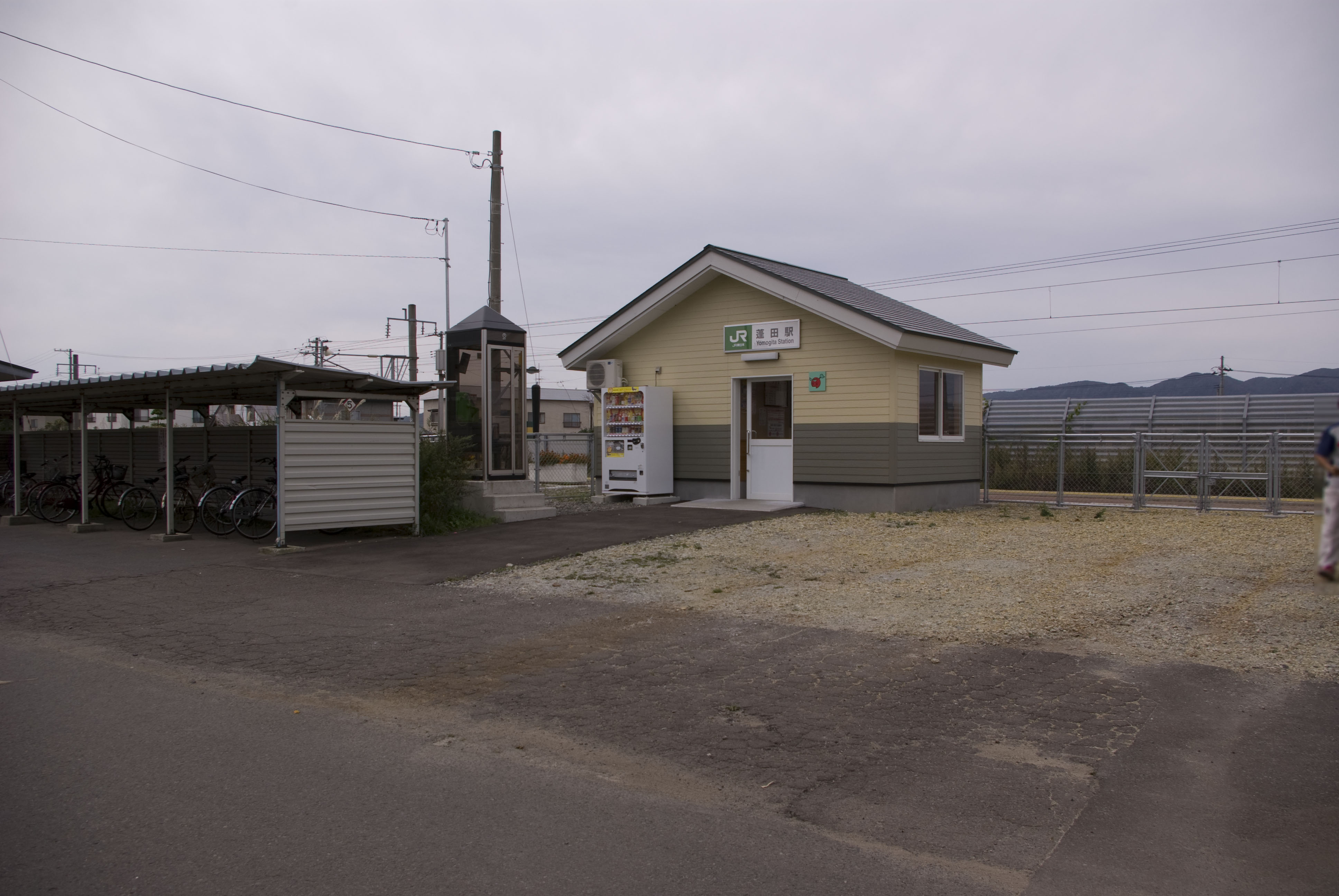
第二代蓬田站站舍，地面上同時留下第一代站舍的舍跡。（2009年9月）

### 月台
開站初期，為設有側式月台及島式月台各1個，共提供2面3線的月台配置。後來側式月台（原1號月台）停用，向鄉澤方向的路軌被拆去，而向中澤方向的路軌則在中間部份改駛入旁邊的島式月台（原2號月台）。後來海峽線開業，因本站的月台設計不足以讓貨物列車避線，交換功能改在經改建後的鄉澤站進行，同時亦將島式月台的另一邊（原3號月台）棄用，由交換車站變成單線區域，再將原來已棄用的側式月台向外擴展成為新的候車月台。現時列車靠站時，下行往蟹田方向為右側上落；上行往青森方向則為左側上落。
| 路線    | 方向 | 前往           |
| ------- | ---- | -------------- |
| ■津輕線 | 上行 | 青森方向       |
| ■津輕線 | 下行 | 蟹田、三廐方向 |

## 歷史
- 1951年12月5日：開業。
- 1958年10月21日：取消貨物收發服務，只保留行李收發。
- 1961年10月：夜間不派駐站員，青森站至蟹田站路段採用夜間併合閉塞。
- 1968年10月21日：貨物收發服務完全取消。
- 1987年4月1日：國鐵分割民營化，車站改由JR東日本管轄。
- 2001年12月：改為無人站，由蟹田車站管理。
- 2008年初：舊站舍拆卸，第二代新站舍於同年12月完工投入使用。
- 2019年6月1日：隨著蟹田車站從直營站改為簡易委託站而不再設站長，本站改由青森車站管理。

## 相鄰車站
東日本旅客鐵道
■津輕線
中澤－蓬田－鄉澤

## 外部連結
- 蓬田站（JR東日本） （页面存档备份，存于）（日語）